# Irán Castillo
Irán Castillo (née Irán Castillo Pinzón le 4 janvier 1977 à Veracruz), est une actrice et chanteuse mexicaine connue pour sa participation à des télénovelas.

## Biographie
Dans le domaine sentimental, elle a entretenu des relations avec José María Torre, Alex Ibarra et Emir Pabón.

## Carrière
Irán Castillo commence sa carrière artistique à l'âge de sept ans en enregistrant des publicités.
Elle suit les cours artistiques de Martha Zabaleta et Pedro Damián à l'âge de 12 ans et participe à la telenovela Ángeles blancos en 1989.
Elle joue aussi dans : Agujetas de color de rosa réalisée en 1994, Retrato de familia et Confidente de secundaria réalisées en 1996, Preciosa (en) et Soñadoras réalisées en 1998. De plus elle participe à El Club de Gaby et à la série Qué Chavas.
Mosquitas Muertas est le nom du groupe musical avec lequel Irán Castillo commence sa carrière de chanteuse en 1991. Elle contribue aux disques de certaines telenovelas dans lesquelles elle joue. En 1997, elle se fait connaître aussi comme chanteuse, avec la chanson Yo por él et son premier disque solo intitulé Tiempos Nuevos contenant des ballades rythmées.
Tatuada en tus besos est le titre du second disque qui sort en 1999, tandis qu'elle joue dans la comédie musicale Gipsy au côté de Silvia Pinal. Auparavant, elle avait participé à d'autres pièces de théâtre comme Celos-dije et Vaselina en tenant le rôle principal de Sandy. Elle prête sa voix à 'Jessie' dans le dessin animé Toy Story. Au cinéma elle joue dans le film Que Vivan los Muertos, puis dans La Segunda Noche.

Elle joue aussi dans la telenovela Locura de amor, en interprétant 'Natalia'.
En 2002, on la retrouve dans la telenovela Clase 406 et dans le film  El tigre de Santa Julia.
En 2003, débute l'enregistrement de la telenovela Amar otra vez produite pae Lucero Suárez. Ce mélodrame est diffusé en janvier 2004 aux États-Unis et en mai au Mexique.
En 2005, elle joue le rôle de Catalina dans la nouvelle adaptation de la telenovela Alborada.
En 2006, on la retrouve comme protagoniste dans le film Amor Xtremo.
La même année, elle est parmi les finalistes du reality-show, Bailando por un sueño.
En 2007, elle enregistre la vidéo Ya no se ni donde estoy, un single extrait de son album Monitor.
En 2007, elle enregistre la vidéo Historia de Danzón de Aleks Syntek. Cette année-là, elle pose nue pour une revue masculine.
En 2008, elle incarne Rosaura dans la série télévisée El Pantera au côté de Luis Roberto Guzmán. La même année, elle joue dans deux films : Victorio et Chiles Xalapeños, dans l'épisode Mónica Acorralada de la série Mujeres asesinas.
Fin 2009, Irán joue dans les pièces de théâtre 12 Mujeres en Pugna y Los 39 escalones. 
En 2010, elle continue sur scène avec El Mago de Oz 2010 et participe au court-métrage Contraluz.
En 2011, elle est  nommée au Premio Ariel pour Victorio tandis que sort au cinéma le film Viernes de Ánimas.
En 2012, elle est au cinéma dans le film de terreur Morgana. Elle gagne aussi le concours de danse Mi sueño es bailar sur Estrella TV. 
En 2013, elle joue dans la comédie romantique 31 días. Elle se rend au Venezuela pour la production de Los secretos de Lucía où elle joue aux côtés de Juan Pablo Raba (en) et de Julián Gil.

## Filmographie

### Telenovelas
- 2001 : El derecho de nacer : Isabel Cristina Armenteros del Junco
- 2002 : El juego de la vida : Magdalena Rivera
- 2002 : Clase 406 : Magdalena Rivera
- 2003 : Amar otra vez : Rocío Huertas Guzmán
- 2005 : Alborada : Catalina Escobar et Díaz
- 2006 : Mundo de fieras : Cecilia
- 2013 : Los secretos de Lucía : Lucia Reina
- 2015 : Que te perdone Dios : Renata Flores del Angel (jeune)

## Long-métrage
- 2022 : The Exorcism of God

### Séries télévisées
- 1993 : El club de Gaby
- 1994 : Qué chavas
- 2007 : El Pantera : Rosaura « La reina » (Saison 1)
- 2008 : Mujeres asesinas : Mónica, acorralada (Mónica Fernández)
- 2008 : El Pantera  : Rosaura « La reina » (Saison 2)

## Théâtre
- 1996 : Vaselina
- 1999 : Celos
- 1999 : Gypsy
- 2001 : Vaselina
- 2009 : 12 mujeres en pugna
- 2009 : Los 39 escalones[3]
- 2010 : El mago de Oz[4]
- 2014 : Vaselina
- 2015 : Amor de mis Amores

## Discographie
- 1991 : Mosquitas Muertas
- 1997 : Tiempos nuevos
- 1999 : Tatuada en tus besos
- 2014 : Amanecer